# گمینا میندزیژچ
گمینا میندزیژچ (لهستانی: Gmina Międzyrzecz؛ ‏[mʲɛnˈd͡zɨʐɛt͡ʂ]) یک گمینا در لهستان است که در شهرستان میندزیژچ واقع شده‌است. گمینا میندزیژچ ۳۱۵٫۳۲ کیلومتر مربع مساحت و ۲۵٬۱۱۳ نفر جمعیت دارد.